# Cleopatra (1917)
Cleopatra é um filme mudo estadunidense de 1917, de gênero drama biográfico e histórico, dirigido por J. Gordon Edwards e estrelado por Theda Bara.
Cleopatra foi lançado no Brasil com o título Cleopatra em 3 de agosto de 1919.

## Produção

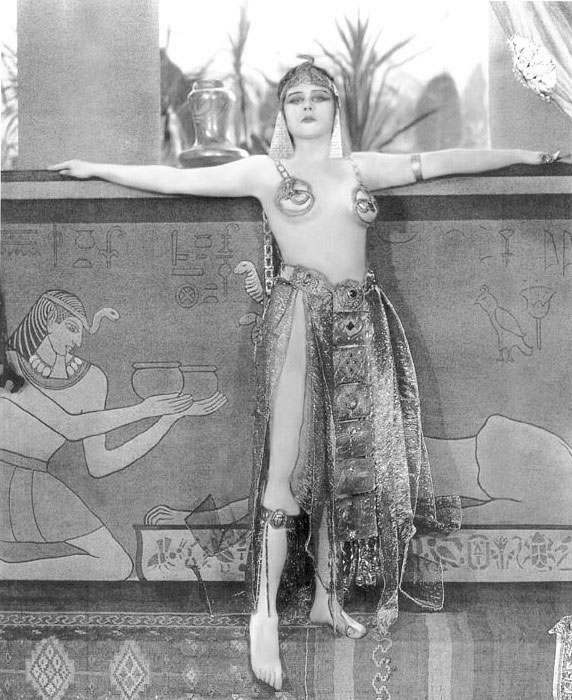
Theda Bara numa das cenas mais ousadas do filme

Cleópatra (1917) foi dirigido por J. Gordon Edwards e estrelado por Theda Bara no papel-título. Fritz Leiber, Sr. interpretou Júlio César e Thurston Hall interpretou Marco Antônio.
Foi um dos mais elaborados filmes de Hollywood já produzidos até aquele momento, com conjuntos particularmente generosos e fantasias. De acordo com o estúdio, o filme custou US$ 500.000 (cerca de US $ 8,3 milhões em 2009) para realizar, e empregou 2.000 pessoas nos bastidores. A história deste filme mudo era muito vagamente baseado no enredo de William Shakespeare Antônio e Cleópatra. Theda Bara apareceu em uma variedade de trajes fantásticos, alguns bastante risqué. O filme foi um grande sucesso na época.
No entanto, anos mais tarde, com a imposição do conservadorismo da época, o filme foi considerado muito obsceno para ser mostrado. As duas últimas gravuras conhecidas foram destruídos em incêndios nos estúdios Fox (1937) e no Museu de Arte Moderna em Nova York (1958). Apenas alguns fragmentos nas mãos de museus de arte sobrevivem até hoje.
A imagem foi filmada na Dominquez nos arredores de Long Beach, Califórnia. O trono usado no filme, anos mais tarde, acabou na posse de Leon Schlesinger Productions, a produtora por trás dos cartoons Looney Tunes e Merrie Melodies; ficou à sua disposição após a aquisição da empresa pelo que a Warner Bros é desconhecida.

## Status de Preservação
Atualmente o filme é considerado perdido, inicialmente havia sobrevivido um fragmento com 20 segundos. Em 14 de setembro de 2023, Old Films and Stuff descobriu um pequeno rolo com outro fragmento de 41 segundos.

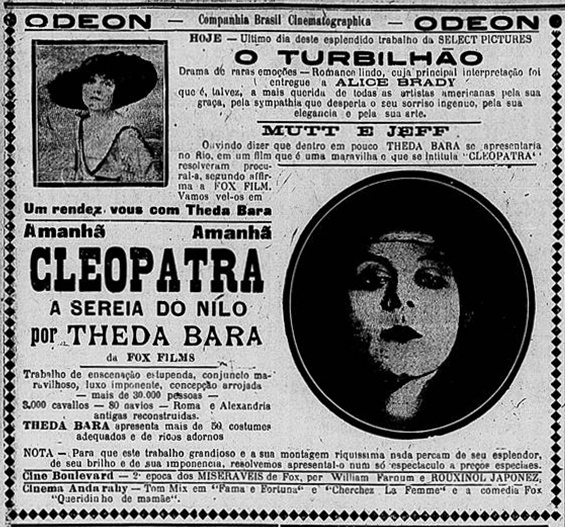
Propaganda do filme Cleopatra (Cleopatra) na revista Correio da Manhã (RJ) no Brasil.

## Elenco
- Theda Bara como Cleópatra
- Fritz Leiber como Júlio César
- Thurston Hall como Antônio
- Alan Roscoe como Pharon (creditado Albert Roscoe)
- Herschel Mayall como Ventidius
- Dorothy Drake como Charmian
- Delle Duncan como Iras
- Henri De Vries como Cesár Otávio
- Art Acord como Quéfren
- Hector Sarno como mensageiro (creditado Hector V. Sarno)
- Genevieve Blinn como Otávia